# نيكلاس أندرسون
نيكلاس أندرسون (بالسويدية: Niklas Andersson)‏ هو لاعب هوكي الجليد سويدي، ولد في 20 مايو 1971 في Kungälv ‏ في السويد.

## وصلات خارجية
- نيكلاس أندرسون على موقع دوري الهوكي الوطني (الإنجليزية)
- نيكلاس أندرسون على موقع قاعة مشاهير الهوكي (لاعب أن.إتش.أل) (الإنجليزية)
- نيكلاس أندرسون على موقع EliteProspects.com (الإنجليزية)
- نيكلاس أندرسون على موقع Eurohockey.com (الإنجليزية)
- نيكلاس أندرسون على موقع HockeyDB.com (الإنجليزية)
- نيكلاس أندرسون على موقع Hockey-Reference.com (الإنجليزية)